# Preproducció
Preproducció és el procés de preparació tots els elements implicats en una pel·lícula, obra de teatre, o altres espectacles.
A la indústria del cinema, la preproducció normalment només comença una vegada que un projecte ha estat desenvolupat i té la llum verda per la seva producció. En aquesta etapa un projecte ha d'estar plenament finançat i tenir la majoria dels elements clau com repartiment principal, director i director de fotografia, així com un guió cinematogràfic que sigui satisfactori per a tots els financers. També pot significar que els actors de la pel·lícula estiguin a punt per rodar la pel·lícula.
Durant la preproducció, el  guió és dividit en escenes individuals i totes les localitzacions, repartiment, vestuari, efectes especials i efectes visuals queden identificats. S'elabora un  pla  extremadament detallat i els arranjaments es fan perquè els elements necessaris estiguin disponibles per fer la pel·lícula en el calendari previst. Es construeixen els escenaris, es lloga l'equip, es tanquen els acords financers i es marca una data pel començament de la fotografia. En algun moment de la preproducció hi haurà una lectura completa del guió on assisteixen normalment tots els membres del repartiment que parlen, tots els caps de departaments, financers, productors, publicistes, i naturalment el director.
Tot i que el guionista encara hi pot estar treballant, el guió cinematogràfic generalment queda bloquejat i les escenes numerades al començament de la preproducció per evitar confusions. Això significa que tot i que encara es poden fer addicions i supressions, qualsevol escena particular sempre caurà a la mateixa pàgina i tindrà el mateix número d'escena.

## Detall activitats
- Elaboració del guió tècnic i storyboard
- Disseny de la posada en escena
- Disseny de la escenografía
- Disseny de vestuari
- Disseny del maquillatge
- Disseny de Perruqueria
- Establiment dels elements que configuren l'attrezzo
- Reunió amb els caps d'equip
- Recerca de localitzacions.
- Càsting d'actors. Assaigs amb actors. Lectura de guió. Assaigs de guió. Assaigs en l'escenari.